# Węglik krzemu
Niektóre z zamieszczonych tu informacji wymagają weryfikacji.
Dokładniejsze informacje o tym, co należy poprawić, być może znajdują się w dyskusji tego artykułu.
 Po wyeliminowaniu niedoskonałości należy usunąć szablon {{Dopracować}} z tego artykułu.

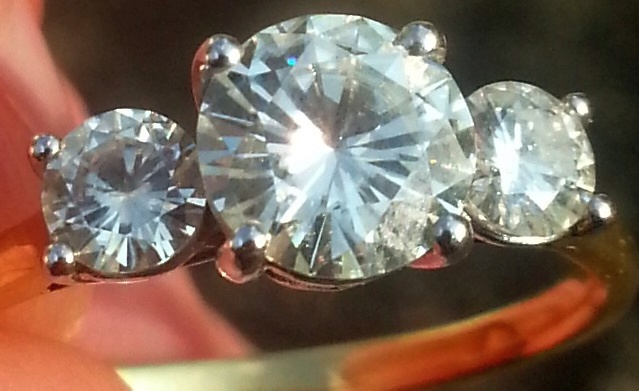
Pierścionek z moissanitami

Węglik krzemu (karborund) – materiał ceramiczny z grupy węglików o ogólnym wzorze SiC. Występuje w naturze jako niezwykle rzadki minerał moissanit. Istnieją jego dwie odmiany krystaliczne α i β.
Węglik krzemu znalazł się w obszarze zainteresowań nauki pod koniec XIX w., w związku z poszukiwaniami nowych, niedrogich materiałów ściernych. Pierwsza metoda, opatentowana przez jej wynalazcę, E. G. Achesona, polegała na reakcji krzemionki i węgla w piecu elektrycznym. Do dzisiaj jest stosowana ona w nieznacznie tylko zmodyfikowanej formie. Węglik krzemu można też otrzymywać w wyniku pirolizy polikarbosilanów.
Węglik krzemu zwany jest czasami karborundem ze względu na jego twardość, która zawiera się pomiędzy twardością diamentu i korundu.
Główną zaletą węgliku krzemu jest jego twardość, której wartość wynosi według skali Brinella 1150, według skali Mohsa 9,5. Inną jego zaletą jest bardzo wysoka odporność termiczna. Jest to jednak materiał kruchy. W czystej postaci jest bezbarwny, spotykane najczęściej zabarwienie powodowane jest zanieczyszczeniem. Pod normalnym ciśnieniem nie ulega stopieniu, ale sublimuje w temperaturze powyżej 2500 °C.
Węglik krzemu bywa stosowany do pokrywania powierzchni ciernych pracujących w wysokich temperaturach, na przykład powierzchni bocznych cylindrów silników, a także jako osłony termiczne w pojazdach kosmicznych.
Jednym z najnowszych zastosowań węgliku krzemu jest produkcja tranzystorów mikrofalowych.
W czystej postaci (moissanit) jest niekiedy wykorzystywany w biżuterii jako kamień ozdobny.
Właściwości:
- gęstość 3,217 g/cm³
- kruchość
- wysoka stabilność termiczna
- brak reakcji z kwasami
- wrażliwość na działanie zasad
- utlenianie się w temperaturze powyżej 1400 °C, z tworzeniem warstwy ochronnej SiO2
- wysoka przewodność cieplna, lecz słaba elektryczna (półprzewodnik).